# Goregaon
Goregaon es una ciudad censal situada en el distrito de Raigad en el estado de Maharashtra (India). Su población es de 7155 habitantes (2011). Se encuentra orillas del río Kal, a 116 km de Bombay y a 82 km de Pune.

## Demografía
Según el censo de 2011 la población de Goregaon era de 7155 habitantes, de los cuales 3488 eran hombres y 3667 eran mujeres. Goregaon tiene una tasa media de alfabetización del 91,38%, superior a la media estatal del 82,34%: la alfabetización masculina es del 95,18%, y la alfabetización femenina del 87,76%.